# 9/11: Press for Truth
Pour plus de détails, voir Fiche technique et Distribution.
9/11: Press for Truth est un film documentaire sur les attentats du 11 septembre 2001 survenus à New York, Washington et près de Shanksville, dirigé par le cinéaste américain Ray Nowosielski avec le point de vue de partisans des théories du complot à propos des attentats du 11 septembre 2001.

## Description
9/11: Press for Truth suit trois des Jersey Girls (veuves devenues activistes à la suite des attaques) ainsi que d'autres membres de familles de victimes dans leur recherche de la vérité à propos des attentats et de la réponse du gouvernement, lequel est soupçonné de la cacher. Le documentaire se base sur les recherches de Paul Thompson compilées dans son livre The Terror Timeline et sur le site qu'il anime.
Le film se penche principalement sur les efforts de l'administration de George W. Bush consécutifs aux attentats pour prévenir la mise en place d'une enquête indépendante, et retrace les pressions des familles des victimes qui ont finalement aidé à la création de la commission d'enquête.
Il explore également de nombreux autres thèmes dont les manipulations du gouvernement, et pointe notamment à travers le témoignage d'une des veuves que 70 % des questions posées à la commission d'enquête demeurent sans réponse.

## Personnalités
- George W. Bush : lui-même
- Dick Cheney : lui-même
- Dan Rather : lui-même
- Condoleezza Rice : elle-même
- Paul Thompson (en) : lui-même
- Kristen Breitweiser : elle-même
- Patty Casazza : elle-même
- Lorie Van Auken : elle-même
- Mindy Kleinberg : elle-même
- Monica Gabrielle : elle-même
- Bob McIlvaine : lui-même
- Sally Regenhard : lui-même
- Michael Pritchard : le narrateur